# Zoltán Kammerer

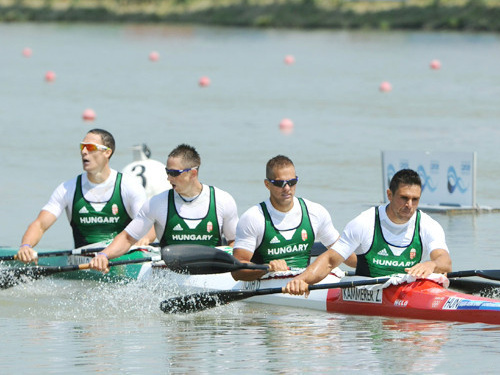
Kammerer vorn im Vierer-Kajak (2013)

Zoltán Kammerer (* 10. März 1978 in Vác) ist ein ehemaliger ungarischer Kanute. Er gewann bei fünf Olympiateilnahmen drei Goldmedaillen und einmal Silber.

## Karriere

### Die Jahre bis 2004
Kammerer begann 1987 mit dem Kanusport. Bei den Olympischen Spielen 1996 trat er im Einer-Kajak über 1000 Meter an und schied im Halbfinale aus. Im Juli 1997 gewann er mit dem ungarischen Vierer-Kajak sowohl über 500 Meter als auch über 1000 Meter den Titel bei den Europameisterschaften in Plowdiw. Über 500 Meter war er zusammen mit Botond Storcz, Ákos Vereckei und Robert Hegedüs erfolgreich. Über 1000 Meter siegten Zoltán Kammerer, Zsombor Borhi, Péter Almási und Robert Hegedüs. Einen Monat später gewannen Kammerer, Storcz, Vereckei und Hegedüs bei den Weltmeisterschaften 1997 im kanadischen Dartmouth auf der 500-Meter-Strecke. 
1999 trat Kammerer bei den Europameisterschaften in Zagreb zusammen mit Vereczkei im Zweier-Kajak an und gewann sowohl über  500 Meter als auch über 1000 Meter die Silbermedaille. Bei den Weltmeisterschaften in Mailand erkämpfte der ungarische Vierer mit Storcz, Kammerer, Vereckei und Gábor Horváth Bronze über 500 Meter und gewann den Titel über 1000 Meter. Im Jahr darauf belegten Storcz, Kammerer, Vereckei und Horváth bei den Europameisterschaften  in Posen den zweiten Platz über 1000 Meter hinter dem deutschen Vierer. Bei den Olympischen Spielen in Sydney trat Kammerer zweimal an. Er gewann zusammen mit Botond Storcz die Goldmedaille über 500 Meter im Zweier, der ungarische Vierer über 1000 Meter siegte mit Storcz, Kammerer, Vereckei und Horváth vor den deutschen Europameistern.
Bei den Weltmeisterschaften 2001 in Posen siegte über 1000 Meter der deutsche Vierer vor den Ungarn mit Kammerer, Storcz, Roland Kökény und Horváth. Ein Jahr später belegte der ungarische Vierer bei den Weltmeisterschaften in Sevilla den vierten Platz über 1000 Meter. Kammerer und Storcz erkämpften im Zweier über 500 Meter die Bronzemedaille. 2003 bei den Weltmeisterschaften in Gainesville siegte über 1000 Meter der slowakische Vierer, dahinter erhielten Kammerer, Vereckei, Kökény und Krisztián Veréb die Silbermedaille. 2004 trat bei den Europameisterschaften in Posen der ungarische Vierer über 1000 Meter mit Storcz, Vereckei, Horváth und Kammerer an und gewann den Titel. Bei den Olympischen Spielen 2004 in Athen siegte der ungarische Vierer in dieser Besetzung vor dem deutschen Vierer, Storcz und Kammerer belegten über 500 Meter den fünften Platz.

### Die Jahre ab 2005
2005 gewann Kammerer bei den Europameisterschaften zusammen mit Gábor Kucsera Bronze über 500 Meter. Bei den Weltmeisterschaften in Zagreb belegten die beiden den vierten Platz. 2006 bei den Europameisterschaften im tschechischen Račice gewannen über 500 Meter die deutschen Tim Wieskötter und Ronald Rauhe vor Kucsera und Kammerer, über 1000 Meter siegten die beiden Ungarn vor den deutschen Rupert Wagner und Andreas Ihle. Bei den Weltmeisterschaften in Szeged erhielten die beiden Ungarn über 500 Meter die Bronzemedaille hinter den Deutschen und hinter dem kanadischen Zweier. Über 1000 Meter siegten sie vor Wagner und Ihle und holten damit eine von drei Goldmedaillen für die ungarischen Männer, während die Ungarinnen vor heimischem Publikum alle neun Goldmedaillen erkämpften. 
2007 siegten Kucsera und Kammerer über 1000 Meter bei den Europameisterschaften in Pontevedra. Bei den Weltmeisterschaften in Duisburg erkämpften die beiden Ungarn sowohl über 1000 Meter als auch über 500 Meter die Bronzemedaille. 2008 traten Kucsera und Kammerer bei den Europameisterschaften in Mailand zusammen mit Zoltán Benkő und Viktor Kadler im Vierer an. Die Ungarn belegten den vierten Platz über 1000 Meter und gewannen hinter den Slowaken Silber über 500 Meter. Bei den Olympischen Spielen in Peking starteten Kucsera und Kammerer im Zweier und belegten sowohl über 500 Meter als auch über 1000 Meter den vierten Platz.
2009 gewannen Kucsera und Kammerer bei den Europameisterschaften in Brandenburg an der Havel die Silbermedaille über 500 Meter hinter dem belarussischen Boot mit Wadsim Machneu und Raman Petruschenka, der gleiche Zieleinlauf ergab sich auch bei den Weltmeisterschaften in Dartmouth. Im Jahr darauf gewann Kammerer mit Ákos Vereckei über 1000 Meter die Silbermedaille bei den Europameisterschaften in Trasona hinter den deutschen Martin Hollstein und Andreas Ihle. Ebenfalls Silber hinter Hollstein und Ihle gewannen die beiden Ungarn bei den Weltmeisterschaften 2010 in Posen. Bei den Europameisterschaften 2011 in Belgrad trat Kammerer im ungarischen Vierer an und belegte über 1000 Meter den vierten Platz. Bei den Weltmeisterschaften 2011 vor heimischem Publikum in Szeged erreichte der ungarische Vierer nur den siebten Platz über 1000 Meter. 
Zum Auftakt der Saison 2012 erreichte der ungarische Vierer den fünften Platz bei den Europameisterschaften in Zagreb. Bei den Olympischen Spielen 2012 in London trat Kammerer mit Tamás Kulifai, Dániel Pauman, Dávid Tóth im Vierer an und gewann die Silbermedaille hinter dem australischen Vierer. 2013 belegten die Ungarn in der gleichen Aufstellung den dritten Platz bei den Europameisterschaften in Montemor-o-Velho, bei den Weltmeisterschaften in Duisburg kamen die Ungarn als Vierte ins Ziel. 2014 gewann der ungarische Vierer in gleicher Besetzung Bronze bei den Weltmeisterschaften in Moskau. 2015 in Mailand erhielt Kammerer noch einmal Weltmeisterschaftssilber im Vierer.
Der 1,80 m große Kammerer startete in seiner Karriere für Ujpest Budapest, Győr Graboplast VSE und Szeged VSE. Er lebt mit seiner Partnerin und seinen zwei Kindern in Göd. Seit 2003 ist er Ehrenbürger von Göd, seit 2004 auch Ehrenbürger von Győr. Bei einer Nachwahl am 14. Mai 2023 wurde der parteilose Zoltán Kammerer mit über 58 Prozent der Stimmen zum Bürgermeister der Stadt Göd gewählt.